# USA-17 (тримаран)
USA-17  (также известный как BOR90) — 27 метровый гоночный тримаран, построенный американским синдикатом BMW Oracle Racing для участия в 33-м розыгрыше кубка «Америки».

## Конструкция и ходовые качества
Корпус тримарана был выполнен почти полностью из углепластика, что позволило сделать его очень лёгким для своих размеров.
На тримаране установлен жёсткий парус, сходный по конструкции с крылом самолёта. Крыло состоит из двух секций, разделённых вертикальной щелью, через которую протекает воздушный поток. Задняя часть паруса состоит из девяти отдельных элементов, каждый из которых может быть настроен независимо от остальных. Такая конструкция позволяет быстро менять профиль, регулируя тем самым подъёмную силу.
Во время официальных соревнований USA-17 показал возможность развивать скорость, в 2 — 2.5 раза превышающую скорость истинного ветра. На лавировке тримаран может идти курсом 20 градусов к вымпельному ветру. На попутных курсах яхта развивает такую скорость, что её курс к вымпельному ветру всего на 5 — 6 градусов отличается от курса на лавировке. В результате получается, что USA-17 всегда ходит острыми курсами к ветру.

## Участие в соревнованиях
В феврале 2010 года USA-17 использовался как лодка команды-претендента BMW Oracle Racing на кубок «Америки» и победил команду-защитника Alinghi со счётом 2:0. На лавировке первой гонки экипаж USA-17 в какой-то момент убрал стаксель, после чего на одном только парусе-крыле продолжал идти быстрее катамарана Alinghi, несущего традиционные стаксель и грот. На попутных курсах обеих гонок USA-17 также показывал бо́льшую скорость по сравнению с Alinghi: на 13 % в первой гонке и на 6 % во второй.